# Новоуренгойська ТЕС
65°58′14″ пн. ш. 77°20′14″ сх. д. / 65.97056° пн. ш. 77.33722° сх. д.
Новоуренгойська ТЕС — теплова електростанція в Тюменській області Росії. 
Ще в середині 1990-х почали проект зведення Новоуренгойського газохімічного комплексу, який має використовувати ресурс газу деетанізації Новоуренгойського заводу підготовки конденсату до транспортування (ЗПКТ). Для забезпечення енергетичних потреб газохімічного виробництва спорудили електростанцію, розраховану на спалювання метанової фракції (можливо відзначити, що в 2018-му у складі ЗПКТ вже ввели в дію установку переробки газу деетанізації, яка продукує товарний газ). 
Станція має один парогазовий блок комбінованого циклу потужністю 120 МВт, в якому дві газові турбіни General Electric типу LM6000PD потужністю по 40 МВт живлять через відповідну кількість котлів-утилізаторів виробництва білгородського заводу «Енергомаш» одну парову турбіну SNM типу C11-R14-EX потужністю 40 МВт.
Видача продукції має відбувається під напругою 220 кВ.
В 2016 – 2017 роках пройшли приймальні випробування, під час яких ТЕС виробляла електроенергію. Втім, будівництво самого Новоуренгойського газохімічного комплексу зустрілось зі значними проблемами і в 2020-му оголосили про намір законсервувати ТЕС, яка поки не може працювати у відповідності до проекту.